# Licence de pilote privé
Pour les articles homonymes, voir PPL.

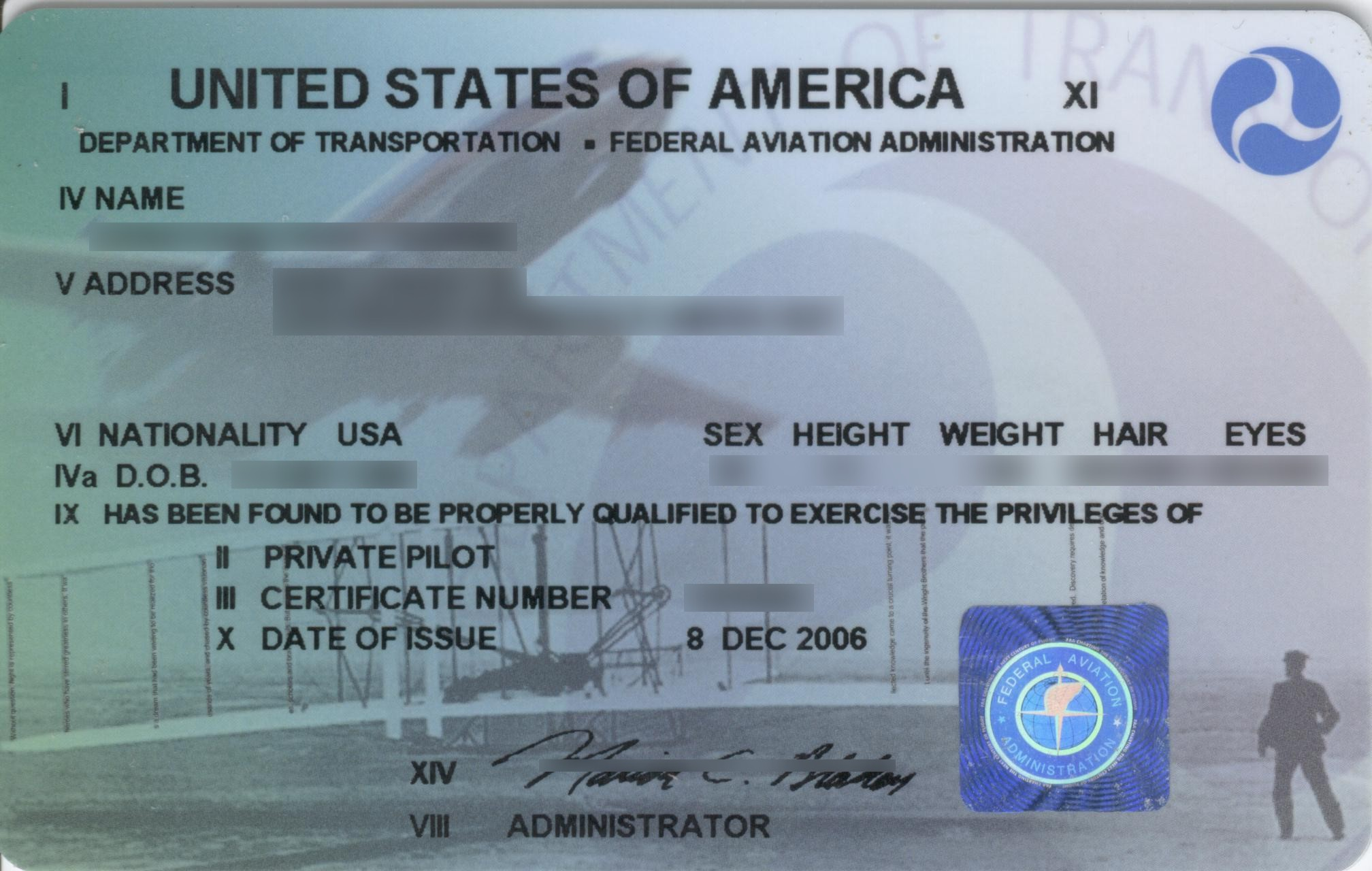
Une licence américaine plastifiée de 2006

La licence de pilote privé, abrégée PPL (de l'anglais : private pilot license), permet de piloter des avions à moteurs, dans de nombreux pays du monde selon des exigences de qualification standardisées. Elle permet d'emporter des passagers sous certaines conditions, mais n'autorise pas le transport commercial rémunéré. Elle constitue l'une des quatre licences européennes de pilote existantes, avec la licence de pilote privé aéronef léger (LAPL), la licence de pilote commercial (CPL) et la licence de pilote de ligne (ATPL).
Il convient de signaler que sous le terme générique de « licence de pilote privé », il existe en Europe la licence de pilote privé aéronef léger (LAPL) qui est également une licence de pilote privé principalement destinée à l'aviation de loisirs.

## Généralités
Une licence PPL peut être délivrée dans plusieurs pays du monde qui la reconnaissent mutuellement. Ainsi, elle est délivrée par la FAA pour les certifications aux États-Unis, par la DGAC en France, par CASA pour l'Australie, par Transport Canada pour le Canada, etc. Chaque organisation peut formuler ses propres exigences pour délivrer une licence PPL, mais de manière générale les standards minimaux sont homogènes dans toutes ces régions du monde. 
En Europe, cette licence a remplacé en France le TT (titre de tourisme) qui lui-même avait remplacé le « 2d degré », le BB (brevet de base de pilote d'avion) ayant lui remplacé le « 1er degré », lui-même ensuite remplacé par la LAPL.
La formation est dispensée par un instructeur qualifié, soit dans une école professionnelle agréée (Approved training organisation : ATO) soit dans un aéro-club (association loi de 1901), enregistré comme ATO ou Declared Training Organisation : DTO).

## Aptitude
Le caractère particulier du vol de loisir implique généralement un contrôle des capacités physiques et mentales du pilote privé. Ce contrôle ne fixe pas de limite d'âge haute pour le pilote : seule sa capacité au moment de l'examen est prise en compte.
En France, le statut d'élève-pilote est subordonné à l'obtention d'un certificat d'aptitude physique et mentale de classe II délivré par un médecin titulaire d'une qualification de médecine aéronautique et à une déclaration de début de formation délivrée par le responsable pédagogique.

## Formation théorique
Avant de se présenter au test pratique, le pilote doit avoir réussi un examen théorique composé de questions, réparties en thèmes. Selon les pays, on trouvera des thèmes tels que : 
1. Réglementation ;
2. Mécanique du vol ;
3. Performances et préparation du vol ;
4. Procédures opérationnelles ;
5. Facteurs humains ;
6. Communications ;
7. Météo ;
8. Navigation ;
9. Connaissances générales de l'aéronef.

Il faut par exemple un minimum de 75 % de bonnes réponses en France et 60 % au Canada. Pour se présenter au test théorique, aucun âge minimum n'est requis, mais l'épreuve théorique étant valable 2 ans, il est inutile de le passer avant ses 15 ans révolus. Pour se présenter au test pratique, il faut avoir 17 ans révolus et avoir effectué au minimum 45 heures de vol dont 25 en instruction et 10 en solo supervisé (dont cinq hors du circuit d'aérodrome et un vol de plus de 150 NM avec deux étapes intermédiaires différentes).

## Formation en vol
Même s'il n'y a pas d'âge minimum prévu par la réglementation pour commencer la formation, le premier vol seul à bord (dit lâché solo) ne peut pas intervenir avant 15 ans révolus (variable selon les pays, ainsi au Canada l'âge minimum est de 14 ans).
Les formations en vol sont les applications pratiques des cours théoriques et couvrent les sujets suivants :
- familiarisation ;
- connaissance de l'aéronef et préparation du vol (dont visite pré-vol) ;
- préparation et clôture du vol ;
- commandes auxiliaires ;
- circulation au sol ;
- assiette et mouvement (manœuvres de base) ;
- vol rectiligne en palier ;
- montée ;
- descente ;
- virage ;
- vol lent ;
- vrille ;
- descente en spirale ;
- décollage ;
- circuit de piste ;
- approche et atterrissage ;
- premier vol en solo ;
- atterrissage de précaution ;
- vol sans visibilité ;
- procédures d'urgence ;
- prérogatives ;
- panne moteur ;
- approche interrompue, remise de gaz ;
- PTE, PTL ;
- vol aux instruments ;
- approche du décrochage et décrochage ;
- vol plané moteur réduit, etc.

## Emport de passagers
Le détenteur du PPL peut embarquer des passagers au-dessus du territoire français et européen mais ne doit pas être rémunéré pour cela. Toutefois les frais engagés pour le vol (location de l'appareil, carburant, taxe d'atterrissage [...]) peuvent être partagés entre chaque passager et le pilote, ce qui a permis l'essor du coavionnage en Europe. 
À noter que l'emport de passagers nécessite d'avoir effectué 3 atterrissages et 3 décollages dans les 3 derniers mois.
Important
S'assurer auprès de son aéro-club des clauses de l'assurance pour l'emport des passagers ; certains aéro-clubs cotisent au minimum pour limiter les frais. (Source DGAC)

## Coût
Coût d'une PPL en aéro-club français : compter entre 110 € et 180 € de l'heure pour un avion école et entre 0  et   50 € de l'heure pour l'instructeur (45 h de vol minimum réglementaire).  Le total s'élèverait donc entre 6 500 € et 12 000 €, à répartir sur une période de un à trois ans suivant la disponibilité. Cela revient généralement plus cher dans une école professionnelle, où l'ensemble du personnel est rémunéré, alors que les aéroclubs sous loi de 1901 française font largement appel au bénévolat. Les tarifs varient fortement en fonction du pays, de l'aérodrome, de l'avion, et des formations offertes.  

## Qualifications supplémentaires
La qualification de classe obtenue est, dans l'immense majorité des cas, celle permettant de voler sur un avion monomoteur à pistons terrestre ou SEP(t) (Single Engine Piston, Terrestrial). Après le PPL, le pilote peut :
- obtenir les mentions suivantes liées à la SEP(t) et apposées sur le carnet de vol par un instructeur[3] :
  - avion à train rentrant (RU Retractable Undercarriage),
  - avion à train classique (TW Tail Wheel),
  - avion à hélice à pas variable (VP),
  - commande de puissance monomanette (SLPC Single Lever Power Control): un système, commande et optimise le pas de l'hélice, la richesse du mélange, et les « gaz », remplaçant ainsi 3 manettes par une seule,
  - voltige (figures simples et inversées),
  - montagne (pour atterrir sur les altisurfaces et altiports),
  - EFIS (Electronic Flight Instrument System): cockpit à instruments électroniques au lieu d’électromécaniques,
  - pressurisé (P),
  - Push pull (PP): avion avec un moteur avant « tirant » (pull) et un arrière « poussant » (push)

- passer les qualifications de classe (familles d'avion), de type (d'avion), ou autres suivantes :
  - qualification de classe SEP(h) hydravion,
  - qualification de classe TMG(A) motoplaneur de tourisme,
  - MEP (Multi Engine Piston, c'est-à-dire les avions multimoteurs à piston),
    - dans cette classe, quasiment chaque avion est une variante nécessitant une formation aux différences,

  - IR (Instrument Rating, qualification de vol aux instruments),
  - FI (Flight Instructor, instructeur de vol),
  - vol de nuit VFR (Visual Flying Rules de nuit),
  - qualification propre à certains aérodromes (par exemple Aéroport de La Môle - Saint-Tropez).

## Niveau de langue
Depuis le 5 mars 2008, il est demandé aux pilotes non anglophones de justifier de leur « niveau d’expression et de compréhension suffisants de la langue utilisée dans les communications radiotéléphoniques » pour pénétrer un espace aérien étranger (la langue universelle du contrôle aérien étant l'anglais) ou voler dans l'espace d'un pays multi-lingue. Il est donc désormais possible de passer, notamment en France et au Canada, un test d'évaluation en langue anglaise auprès d'une autorité de délivrance. En France, c'est la direction générale de l'Aviation civile (FCL.055) qui gère ce test. Au Canada, il est possible de passer un test d'évaluation linguistique pour une langue ou pour deux langues, sans distinction de préférence entre l'anglais et le français. En pratique, dans ce pays, le contrôle aérien fonctionne sur tout le territoire au moins en anglais. 
Le test permet de certifier une capacité de langue dans le contexte aérien et non de manière générale. Bien que parfois exigé par les écoles de pilotage (en particulier au Canada), il ne possède pas de caractère d'exigence pour obtenir le PPL. Ce test est en revanche obligatoire pour les vols IFR, et donc pour les titulaires de la qualification IFR.
Pour rappel, le PPL permet de voler dans de nombreux pays étrangers à condition dans chacun d'eux de communiquer dans les langues agréées par l'OACI (généralement l'anglais et la langue officielle du pays).

## Validité de la licence
La licence est valable à vie sous réserve d'un certificat médical valide (valable 5 ans avant 40 ans, 2 ans entre 40 et 50 ans et 1 an après 50 ans). La qualification monomoteur à piston SEP est prorogée tous les deux ans, à condition que le pilote ait effectué au moins 12 heures de vol et 12 décollages et atterrissages pendant les 12 mois précédents la date de fin de validité, dont un vol d'au moins 1h avec un instructeur FI. Dans le cas contraire, la qualification devient périmée, et il est nécessaire de suivre un entrainement avec un instructeur habilité (FI) et de repasser un test avec un  examinateur (FE) pour la renouveler.
Aux États-Unis, la prorogation est effectuée de manière similaire lors du Biennial flight review (en).
Les qualifications telles que MEP (Multi Engine Piston) et IR (Instrument Rating) doivent être prorogées tous les 12 mois lors d'un vol avec un examinateur (FE) ou un IR examinateur (IRE).